# Арт ъф Нойз
„Арт ъф Нойз“ (на английски: Art of Noise) е английска авангардна синтпоп музикална група.
Сформирана е в началото на 1983 г. от инженера и продуцент Гари Ланган и програмиста Джей Джей Йечалик, заедно с аранжора Ан Дъдли, продуцента Тревор Хорн и музикалния журналист Пол Морли. Сред върховите постижения на групата са международните хитове Kiss и Peter Gunn, като вторият печели награда Грами през 1986 г.
Композициите на групата са главно инструментални и представляват новаторски звукови колажи, основани на технологии за цифрово семплиране, което е ново за времето си. Вдъхновенията са музикалните революции от началото на 20 век, и отначало са етикетирани като безизразна анти или не-група, размиваща границата между изкуството и неговите създатели. Съставът е значим заради новаторската употреба на електроника и компютри в поп музиката, и в частност новаторството в използването на семплирането. От първите си издания със Зи Ти Ти, групата се самоназовава Арт Ъф Нойз и Дъ Арт Ъф Нойз. В официалните и неофициалните издания и печатни материали се използват и двата варианта.